# Caprasi, Alberta, Prim i Felicià d'Agen
|  | Per a altres significats, vegeu «Caprasi de Lerins». |

|  | Per a altres significats, vegeu «Prim i Felicià de Mentana». |

 Caprasi d'Agen (Agen, Òlt i Garona, Aquitània, segle iii - entre 287 i 303) fou un bisbe gal·loromà, mort com a màrtir durant les persecucions dels romans. És venerat com a sant per diverses confessions cristianes.

## Vida i llegenda
De fet, no se'n coneix res, i la seva llegenda es desenvolupa, com la de Santa Fe d'Agen, a partir de la troballa d'unes relíquies a Agen al segle v; al segle vi se li va dedicar una església. La llegenda local, consolidada al segle xiv, el va fer el primer bisbe d'Agen, sense més fonament que la tradició.

### Llegenda
Durant la persecució de Dioclecià, dirigida pel llegendari prefecte Dacià, Caprasi va fugir a Mont-Saint-Vincent, prop d'Agen. Hi fou testimoni llavors de l'execució de Fe d'Agen: retragué als botxins el que havien fet, i acceptà el martiri propi, al qual s'uní Alberta d'Agen, que unes fonts identifiquen amb la germana de Fe, o una serventa, i d'altres amb la mare de Caprasi, i dos germans d'aquest, Prim i Felicià: tots quatre foren decapitats.

## Veneració
Al segle ix, el seu culte es va vincular al de les santes Fe i Alberta d'Agen, també llegendàries, i amb els dels suposats germans de Caprasi, Prim i Felicià.
Quan el 866, les restes de Fe es traslladaren a Concas, a la ruta del Camí de Sant Jaume, el culte a Caprasi també es difongué des de l'abadia de Concas: prop de Jaca, una de les esglésies de Santa Cruz de la Serós s'hi va dedicar al segle xi, l'actual de San Caprasio.

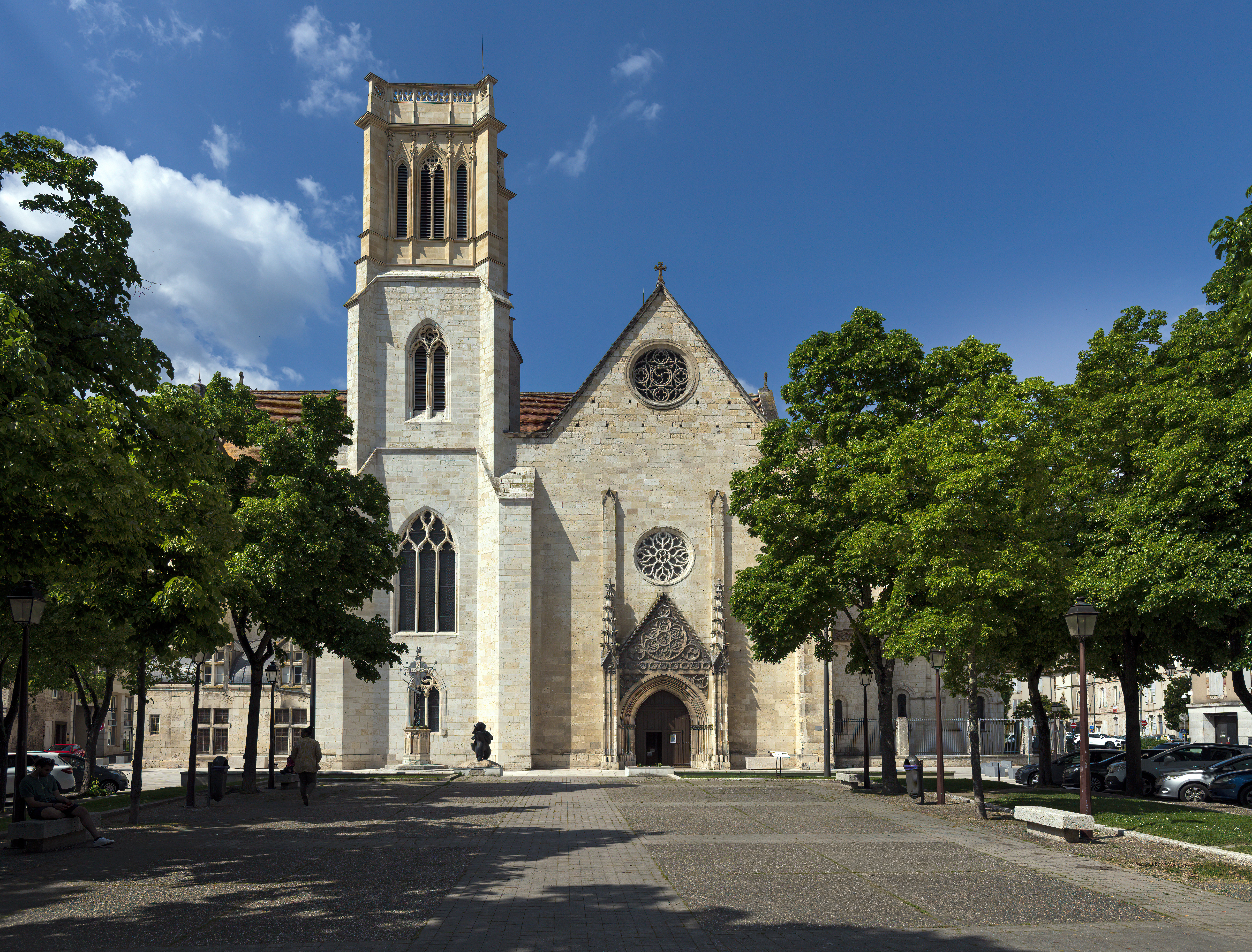
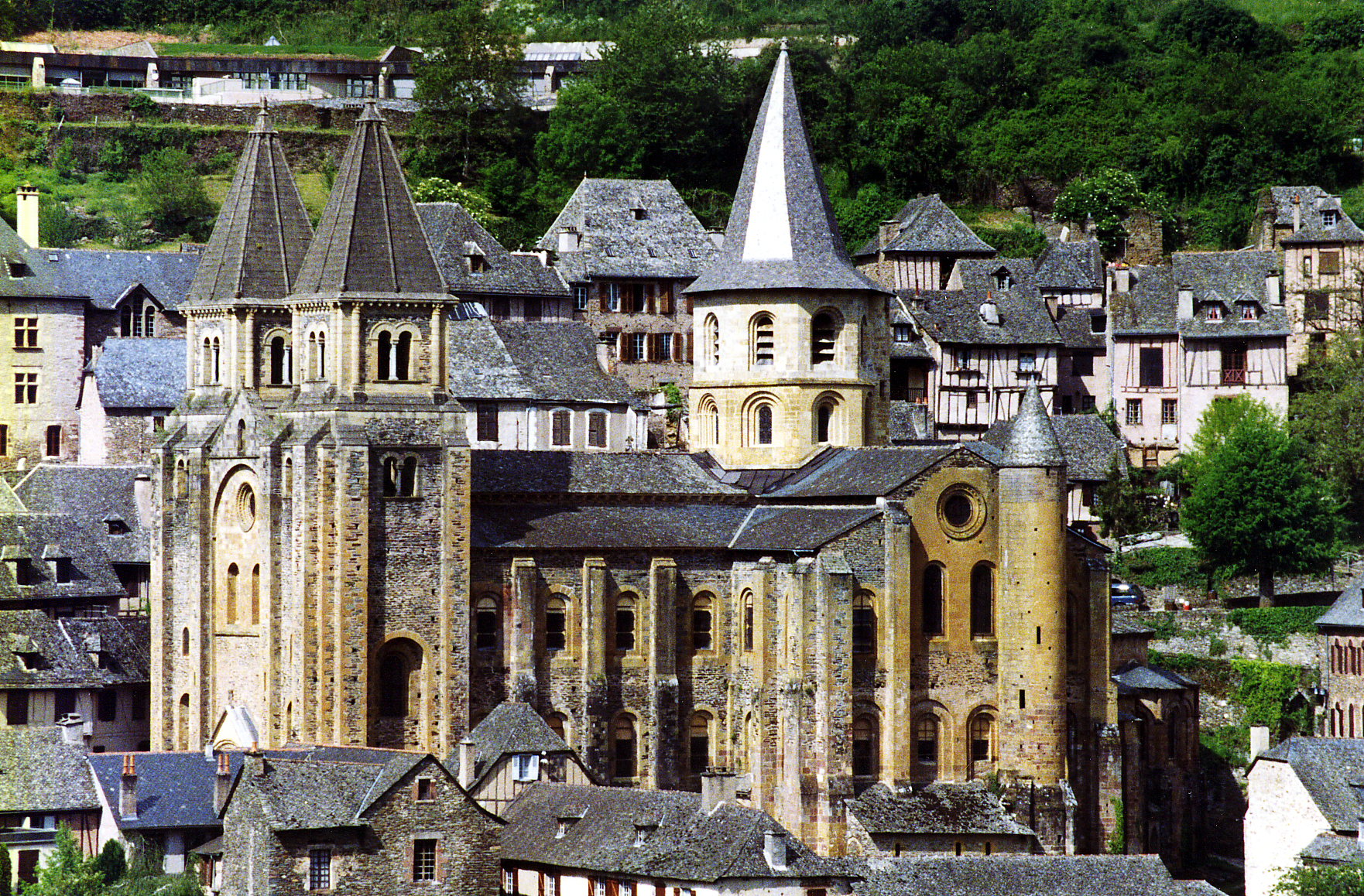
Abadia de Sainte-Foy-de-Conques
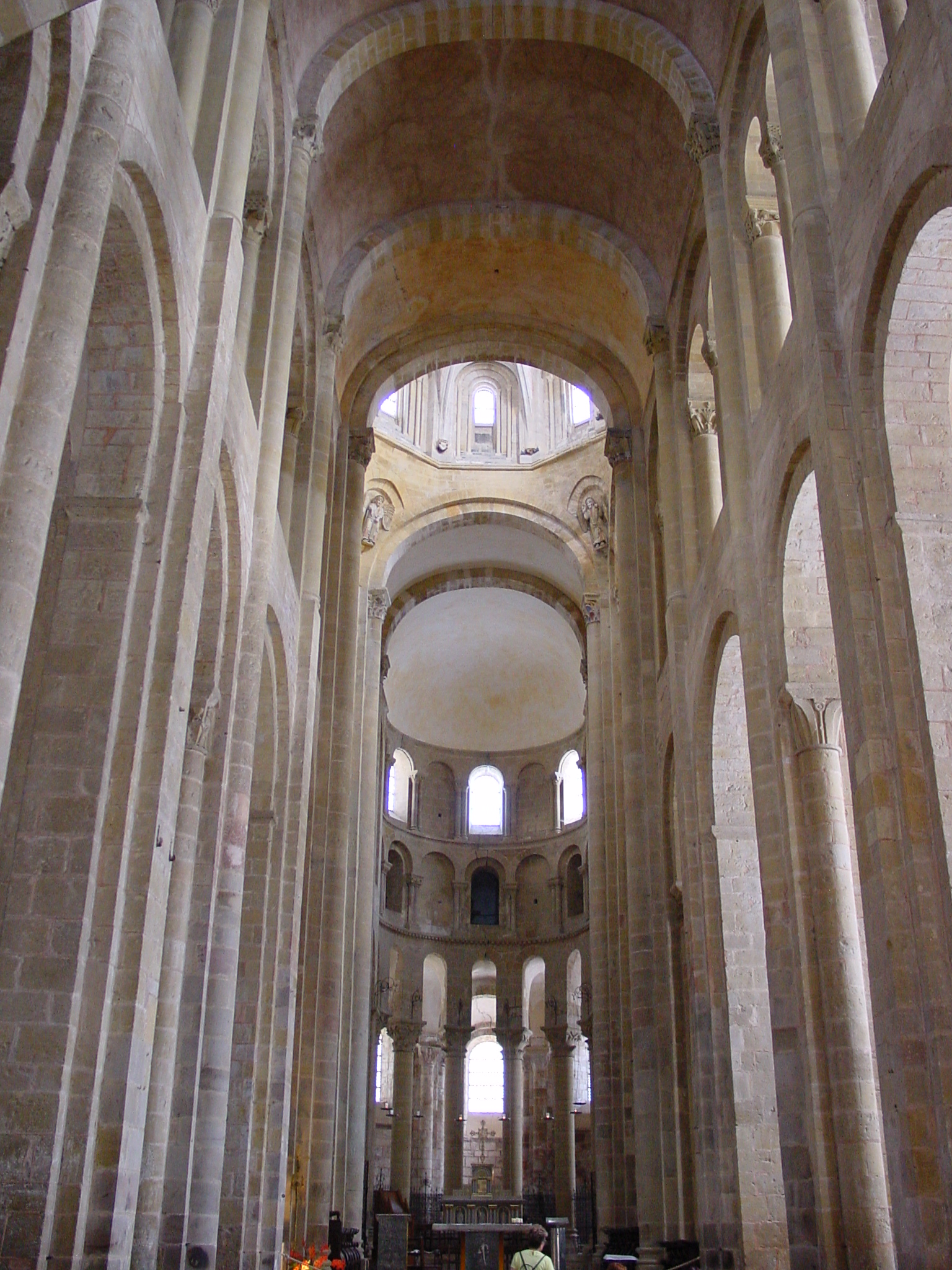
Interior de Sainte-Foy
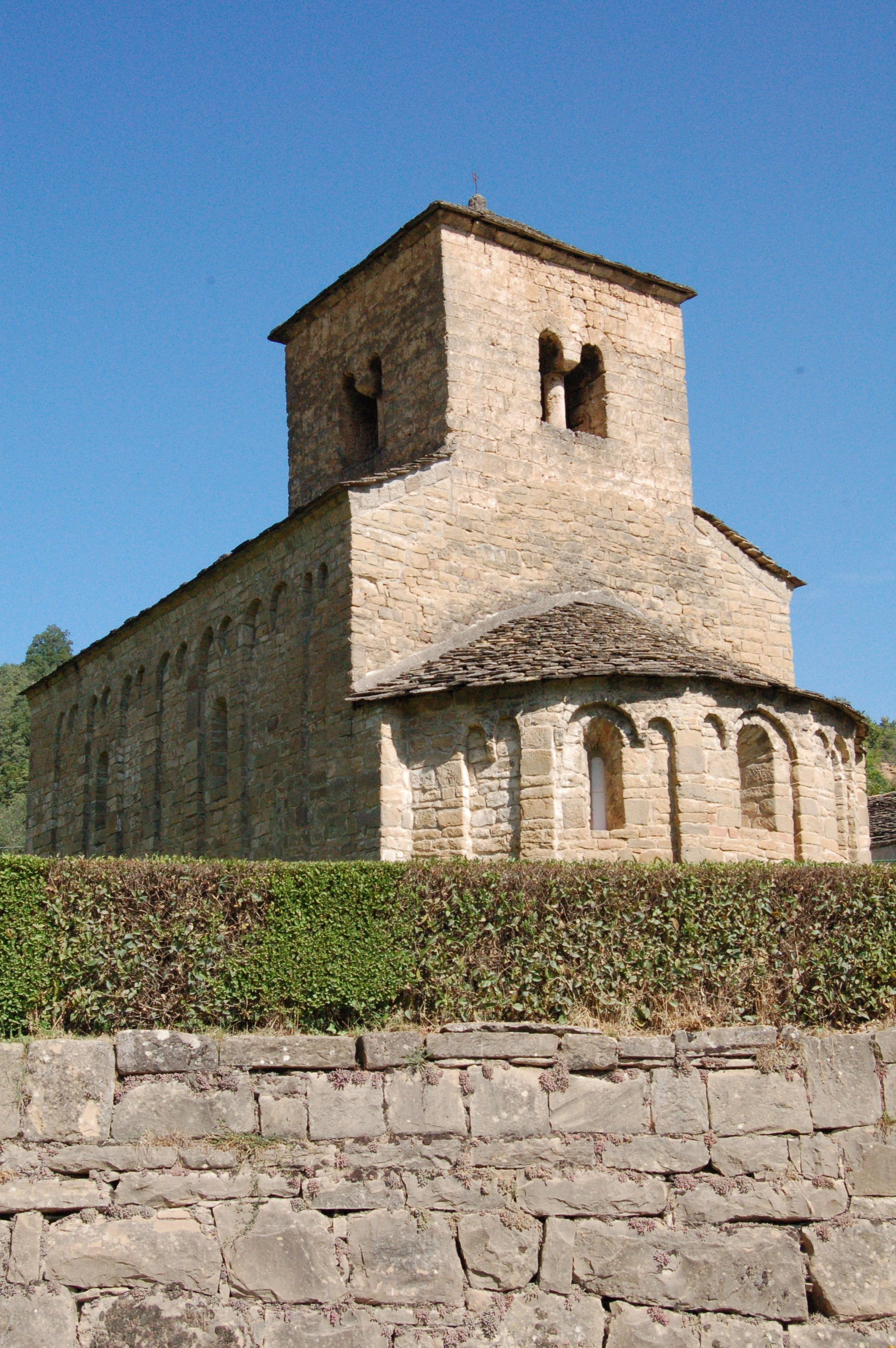
Església de San Caprás de Santa Cruz de la Serós (Osca)

### Veneració de Prim i Felicià a Besalú
L'any 977 es funda, a Besalú, el monestir de Sant Pere, i l'any següent, el comte Miró Bonfill n'ampliava les donacions i donava la propietat del cenobi a Sant Pere del Vaticà. Aquesta donació fou la causa que els cossos sants dels màrtirs Prim i Felicià arribessin a la vila comtal des de l'església de Santa Maria d'Agen.
El trasllat de les relíquies fou embellit amb pietoses llegendes. Els portadors de les urnes amb les relíquies van aturar-se, assedegats i cansats, en un lloc de la parròquia de Maià de Montcal, per esperar els convilatans i iniciar la processó d'entrada a Besalú. Van quedar profundament adormits i en desvetllar-se'n van veure prop d'ells una font d'aigua. Al costat de la font s'edificà una església dedicada als dos sants, que avui es pot veure enmig d'un bosquet, reconstruïda al segle xvii. Les relíquies de sant Prim i sant Felicià, es traslladaren a Besalú un 24 de setembre, a l'altar major, juntament amb les dels sants Concordi, Evidi, Patró i Macrí. Amb el temps, la llegenda considerà que els dos sants eren naturals de Besalú i martiritzats per ordre del llegendari prefecte Dacià.
Probablement, les relíquies no venien d'Agen, sinó, de Roma, amb qui l'església catalana mantenia bones relacions. A més, la donació a Roma faria més factible aquest origen, i que es tractés de relíquies dels sants Prim i Felicià de Mentana, però tampoc no consta cap trasllat d'aquestes des de la seva basílica.
Foren proclamats patrons de Besalú i la seva festa s'hi celebra el 25 de setembre.